# Casares de las Hurdes
Casares de las Hurdes es un municipio español, en la provincia de Cáceres, comunidad autónoma de Extremadura. Es uno de los seis municipios de Las Hurdes, limítrofe con la provincia de Salamanca, y está formado por un núcleo principal y cinco alquerías.
El municipio, conocido especialmente por sus tamborileros, se estructura en torno al valle que forma el río Hurdano desde su nacimiento hasta su llegada a Asegur, pedanía del vecino Nuñomoral.

## Símbolos
El escudo de Casares de las Hurdes fue aprobado mediante la "Orden de 27 de marzo de 2006 por la que se aprueba el Escudo Heráldico, para el Ayuntamiento de Casares de las Hurdes", publicada en el Diario Oficial de Extremadura el 8 de abril de 2006 luego de haber aprobado el pleno el expediente el 3 de agosto de 2005 y haber emitido informe el Consejo Asesor de Honores y Distinciones de la Junta de Extremadura el 23 de marzo de 2006. El escudo se define oficialmente así:

Escudo partido. Primero, de gules, seis casas de oro, aclaradas de azur, colocadas en tres fajas de a dos. Segundo, jaquelado de quince piezas. Ocho de azur y siete de piara, colocadas en cinco fajas de a tres. Entado en punta, de plata, un castaño de sinople, frutado de oro. Al timbre, corona real cerrada.

## Geografía física
El término municipal de Casares de las Hurdes limita con:
- Serradilla del Llano al norte;
- Ladrillar al este;
- Nuñomoral al sur;
- Agallas al oeste.

## Historia
Casares de las Hurdes, antiguamente conocido como Los Casares, está poblado desde la Prehistoria, como demuestran los petroglifos de La Sepultura de la Mora en Huetre y La Mano de Niño en Casarrubia.
El municipio de Casares se creó, según el Diccionario geográfico-estadístico-histórico de España y sus posesiones de Ultramar de Pascual Madoz, entre 1842 y 1844, al separarse de Nuñomoral. En la reforma de la nomenclatura municipal de 1916, el conde de Romanones cambió el nombre del municipio por real decreto, pasando de llamarse Casares a Casares de las Hurdes.
El rey Alfonso XIII visitó Las Hurdes en 1922 para mostrar la preocupación de la corona por esta área remota. Gregorio Marañón acompañó al rey como guía. El rey y su séquito vivían en tiendas de campaña militares establecidas cerca de Casares de las Hurdes.

## Demografía
Casares de las Hurdes cuenta con una población de 369 habitantes (INE 2024).
| Gráfica de evolución demográfica de Casares de las Hurdes entre 1842 y 2021 |
| |
| Población de derecho según los censos de población del INE Población de hecho según los censos de población del INEEn estos censos se denominaba Casares: 1842, 1857, 1860, 1877, 1887, 1897, 1900 y 1910. |

### Población por alquerías
La población del municipio se ha distribuido desde 2002 entre los núcleos de población de esta manera:
| Nombre oficial        | Nombre en extremeño[cita requerida] | 2002 | 2005 | 2008 | 2011 | 2014 |
| --------------------- | ----------------------------------- | ---- | ---- | ---- | ---- | ---- |
| Casares de las Hurdes | Los Casaris                         | 119  | 124  | 156  | 153  | 135  |
| Carabusino            | Carapuchinu                         | 141  | 120  | 69   | 63   | 56   |
| Casarrubia            | Jurdi                               | 84   | 72   | 48   | 46   | 33   |
| Heras                 | Las Seras                           | 36   | 35   | 32   | 33   | 24   |
| Huetre                | La Güetri                           | 59   | 60   | 186  | 182  | 138  |
| Robledo               | El Robréu                           | 210  | 181  | 63   | 53   | 36   |
| TOTAL                 | -                                   | 649  | 592  | 554  | 530  | 422  |

## Transportes

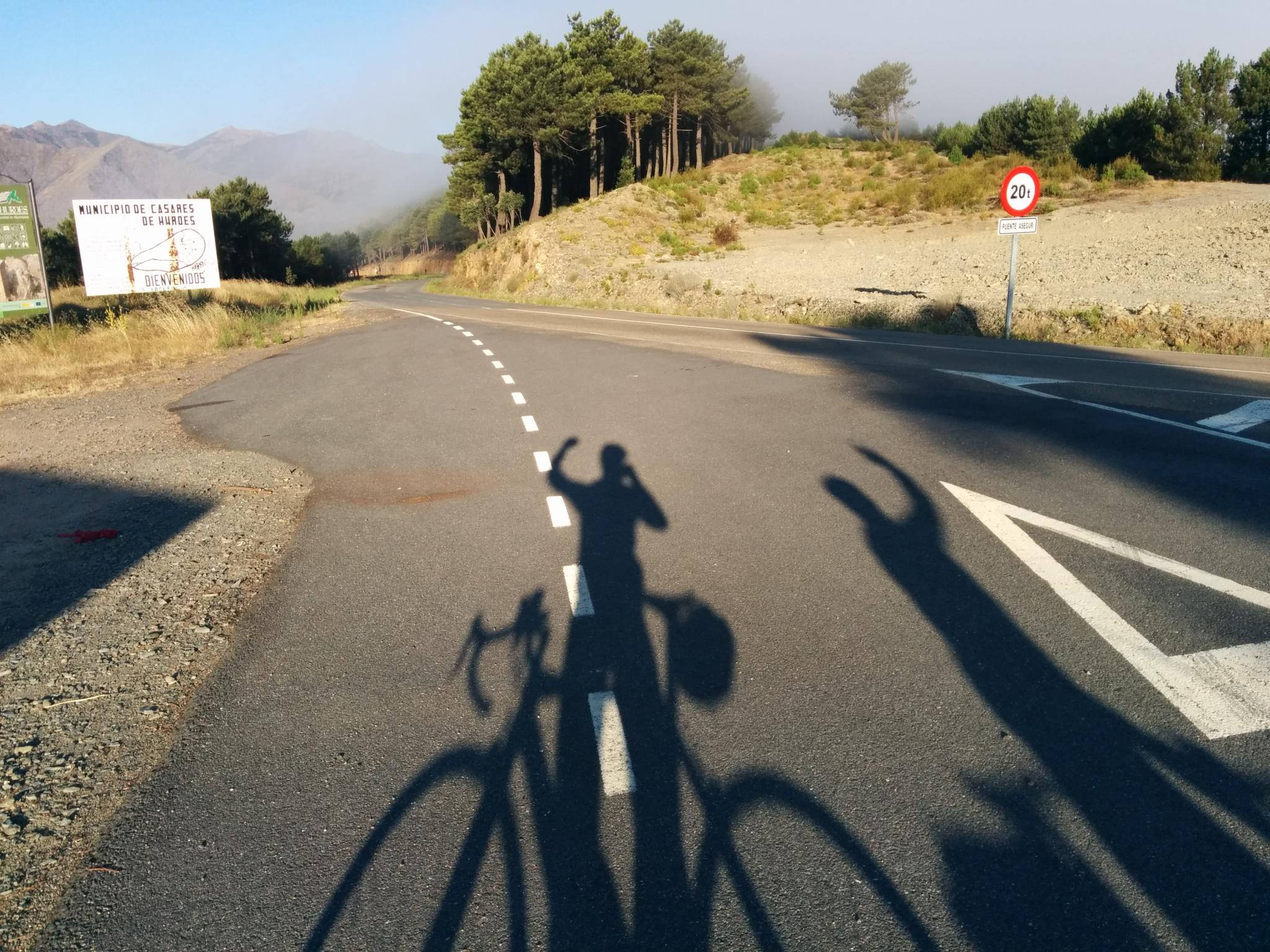
Entrada al término de Casares de las Hurdes desde el término de Serradilla del Llano.

Se accede a la carretera principal de Las Hurdes EX-204 a través de las carreteras provinciales CC-55.1 y CC-55.2. La CC-55.1 une la EX-204 a la altura de Vegas de Coria con Nuñomoral. La CC-55.2 sale de Nuñomoral y entra en la capital municipal a través del barrio de Heras. Al norte del pueblo sale la CC-55.3, que lleva a Serradilla del Llano pasando por Carabusino y Robledo. Todas estas vías son carreteras de montaña, en las que la mayor parte de los tramos tienen escaso arcén y bastantes curvas. El acceso a Huetre y Casarrubia se hace a través de una carretera que sale del norte de Casares y un camino rural que sale del sur.

## Servicios públicos

### Educación
En Casares de las Hurdes hay instalaciones del CRA Valdelazor de Nuñomoral. La educación secundaria puede estudiarse en Caminomorisco.

### Sanidad
Pertenece a la zona de salud de Nuñomoral dentro del área de salud de Plasencia y hay un consultorio local en cada uno de los núcleos de población del municipio.
No hay ningún establecimiento sanitario privado registrado a fecha de 2013, por lo que en algunos servicios sanitarios especializados como ópticas o clínicas dentales depende de poblaciones de mayor tamaño. En Casares de las Hurdes se encuentra una de las dos farmacias de la zona de salud.

## Patrimonio

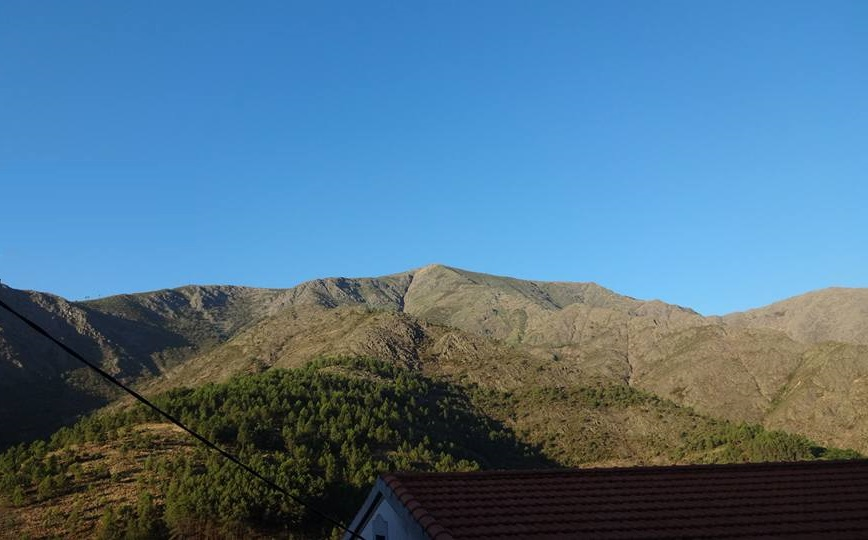
Pico de La Corredera visto desde Huetre, un ejemplo del paisaje del término municipal de Casares de las Hurdes.

Iglesia parroquial católica bajo la advocación del Santísimo Sacramento, perteneciente a la diócesis de Coria.

## Organización territorial
Los dos principales núcleos de población son Huetre y la capital municipal, los cuales se hallan en el valle del río Hurdano, el primero más próximo a la provincia de Salamanca y el segundo más próximo al vecino Asegur. Por su proximidad, Casarrubia podría considerarse como un barrio del primero y Heras como un barrio del segundo, situándose ambas alquerías al este de cada uno de esos núcleos principales.
Fuera de estos dos núcleos se encuentran Robledo y Carabusino, los cuales se sitúan al norte de la capital municipal y, aunque están relativamente próximos el uno al otro, están separados por una elevación montañosa.

## Patrimonio cultural inmaterial

### Festividades
En el municipio se celebran las siguientes fiestas locales:
- Sagrado Corazón de María, el segundo fin de semana de agosto en Robledo;
- Cristo Bendito y Nuestra Señora de los Dolores, el 14 y 15 de septiembre respectivamente;
- Virgen de la Milagrosa, el tercer fin de semana de noviembre en Casarrubia;
- Cristo Rey, el tercer domingo de noviembre en Huetre.

### Gastronomía
Entre los platos típicos del municipio se encuentran las migas o sopas canas, la ensalada de limón, el chorizo conservado en manteca en olla de barro, el cabrito en caldereta, la entomatada, las patatas espiparradas, las morcillas de calabaza y las patateras, los rebujones, el moje de peces y el mojeteo.